# Weltmeisterschaften im Bogenschießen 2021
Die Weltmeisterschaften im Bogenschießen 2021 wurden vom 20. bis 26. September in Yankton ausgetragen. Austragungsort der Wettkämpfe war das NFAA Easton Yankton Archery Center.
Aufgrund des McLaren-Reports durften Athleten aus Russland nur unter der Bezeichnung Russian Archery Federation starten.

## Ergebnisse

### Recurvebogen
| Disziplin         | Gold                                         | Silber                                                         | Bronze                                                     |
| ----------------- | -------------------------------------------- | -------------------------------------------------------------- | ---------------------------------------------------------- |
| Männer Einzel     | Kim Woo-jin                                  | Marcus D’Almeida                                               | Brady Ellison                                              |
| Frauen Einzel     | Jang Min-hee                                 | Casey Kaufhold                                                 | An San                                                     |
| Männer Mannschaft | Südkorea Kim Je-deok Kim Woo-jin Oh Jin-hyek | Vereinigte Staaten Jack Williams Matthew Nofel Brady Ellison   | Chinesisch Taipeh Hung Cheng-hao Yu Guan-lin Wei Chun-heng |
| Frauen Mannschaft | Südkorea Jang Min-hee An San Kang Chae-young | Mexiko Ana Paula Vázquez Alejandra Valencia Aída Román         | Frankreich Lisa Barbelin Mélodie Richard Caroline Lopez    |
| Mixed-Team        | Südkorea An San Kim Woo-jin                  | Russian Archery Federation Jelena Ossipowa Galsan Basarschapow | Türkei Yasemin Anagöz Mete Gazoz                           |

### Compoundbogen
| Disziplin         | Gold                                                         | Silber                                                 | Bronze                                                      |
| ----------------- | ------------------------------------------------------------ | ------------------------------------------------------ | ----------------------------------------------------------- |
| Männer Einzel     | Nico Wiener                                                  | Mike Schloesser                                        | Robin Jäätma                                                |
| Frauen Einzel     | Sara López                                                   | Jyothi Surekha Vennam                                  | Andrea Becerra                                              |
| Männer Mannschaft | Vereinigte Staaten Braden Gellenthien James Lutz Kris Schaff | Mexiko Miguel Becerra Antonio Hidalgo Uriel Olvera     | Österreich Stefan Heincz Michael Matzner Nico Wiener        |
| Frauen Mannschaft | Kolumbien Sara López Alejandra Usquiano Nora Valdez          | Indien Priya Gurjar Muskan Kirar Jyothi Surekha Vennam | Vereinigte Staaten Linda Ochoa Paige Pearce Makenna Proctor |
| Mixed-Team        | Kolumbien Sara López Daniel Muñoz                            | Indien Jyothi Surekha Vennam Abhishek Verma            | Südkorea Kim Yun-hee Kim Jong-ho                            |

## Medaillenspiegel
| Platz  | Land                       | Gold | Silber | Bronze | Gesamt |
| ------ | -------------------------- | ---- | ------ | ------ | ------ |
| 1      | Südkorea                   | 5    | –      | 2      | 7      |
| 2      | Kolumbien                  | 3    | –      | –      | 3      |
| 3      | Vereinigte Staaten         | 1    | 2      | 2      | 5      |
| 4      | Österreich                 | 1    | –      | 1      | 2      |
| 5      | Indien                     | –    | 3      | –      | 3      |
| 6      | Mexiko                     | –    | 2      | 1      | 3      |
| 7      | Brasilien                  | –    | 1      | –      | 1      |
| 7      | Niederlande                | –    | 1      | –      | 1      |
| 7      | Russian Archery Federation | –    | 1      | –      | 1      |
| 10     | Chinesisch Taipeh          | –    | –      | 1      | 1      |
| 10     | Estland                    | –    | –      | 1      | 1      |
| 10     | Frankreich                 | –    | –      | 1      | 1      |
| 10     | Türkei                     | –    | –      | 1      | 1      |
| Gesamt | Gesamt                     | 10   | 10     | 10     | 30     |